# Associazione Calcio Ospitaletto 1987-1988
Questa pagina raccoglie le informazioni riguardanti l'Associazione Calcio Ospitaletto nelle competizioni ufficiali della stagione 1987-1988.

## Rosa
| N. |                   | Ruolo | Calciatore            |
| -- | ----------------- | ----- | --------------------- |
|    | Italia (bandiera) | D     | Pierpaolo Baiguera    |
|    | Italia (bandiera) | D     | Matteo Baiguini       |
|    | Italia (bandiera) | D     | Giorgio Ballini       |
|    | Italia (bandiera) | D     | Giuseppe Baronchelli  |
|    | Italia (bandiera) | C     | Massimo Bodini        |
|    | Italia (bandiera) | P     | Bolpagni              |
|    | Italia (bandiera) | C     | Oliviero Borra        |
|    | Italia (bandiera) | C     | Giuliano Luca Burgato |
|    | Italia (bandiera) | D     | Luigi Cagni           |
|    | Italia (bandiera) | D     | Maurizio Carlo        |
|    | Italia (bandiera) | D     | Daniele Carnasciali   |
|    | Italia (bandiera) | P     | Silvano Catina        |
|    | Italia (bandiera) | C     | Omar Danesi           |
|    | Italia (bandiera) | D     | Moreno Farsoni        |
|    | Italia (bandiera) | A     | Marco Fida            |
|    | Italia (bandiera) | C     | Giancarlo Finardi     |

| N. |                   | Ruolo | Calciatore               |
| -- | ----------------- | ----- | ------------------------ |
|    | Italia (bandiera) | P     | Gian Battista Ghezzi     |
|    | Italia (bandiera) | P     | Luca Graziani            |
|    | Italia (bandiera) |       | Gregori                  |
|    | Italia (bandiera) | A     | Ugo Guerra               |
|    | Italia (bandiera) |       | Martinelli               |
|    | Italia (bandiera) | C     | Massimo Mazzucchelli     |
|    | Italia (bandiera) |       | Morè                     |
|    | Italia (bandiera) |       | Negretti                 |
|    | Italia (bandiera) | A     | Ivan Parigi              |
|    | Italia (bandiera) | A     | Gabriel Pierino Pedrazzi |
|    | Italia (bandiera) | A     | Stefano Preti            |
|    | Italia (bandiera) | A     | Carlo Rossi              |
|    | Italia (bandiera) | D     | Giovanni Rubino          |
|    | Italia (bandiera) | C     | Angelo Savoldi           |
|    | Italia (bandiera) | C     | Luca Torresani           |
|    | Italia (bandiera) | C     | Vittorino Zinelli        |

## Risultati

### Campionato

#### Girone di andata
| 20 settembre 1987 1ª giornata | Centese | 2 – 0 | Ospitaletto |  |

| 27 settembre 1987 2ª giornata | Ospitaletto | 1 – 2 | Virescit Bergamo |  |

| 4 ottobre 1987 3ª giornata | Vis Pesaro | 3 – 0 | Ospitaletto |  |

| 11 ottobre 1987 4ª giornata | Ospitaletto | 0 – 0 | Ancona |  |

| 18 ottobre 1987 5ª giornata | Lanerossi Vicenza | 2 – 0 | Ospitaletto |  |

| 25 ottobre 1987 6ª giornata | Prato | 0 – 1 | Ospitaletto |  |

| 1º novembre 1987 7ª giornata | Ospitaletto | 1 – 1 | Pavia |  |

| 8 novembre 1987 8ª giornata | Reggiana | 2 – 1 | Ospitaletto |  |

| 15 novembre 1987 9ª giornata | Ospitaletto | 0 – 1 | Livorno |  |

| 22 novembre 1987 10ª giornata | Trento | 0 – 0 | Ospitaletto |  |

| 29 novembre 1987 11ª giornata | Ospitaletto | 0 – 1 | Rimini |  |

| 6 dicembre 1987 12ª giornata | SPAL | 1 – 0 | Ospitaletto |  |

| 13 dicembre 1987 13ª giornata | Ospitaletto | 1 – 2 | Derthona |  |

| 20 dicembre 1987 14ª giornata | Ospitaletto | 0 – 1 | Monza |  |

| 3 gennaio 1988 15ª giornata | Fano | 2 – 0 | Ospitaletto |  |

| 10 gennaio 1988 16ª giornata | Ospitaletto | 1 – 1 | Spezia |  |

| 17 gennaio 1988 17ª giornata | Lucchese | 2 – 1 | Ospitaletto |  |

#### Girone di ritorno
| 24 gennaio 1988 18ª giornata | Ospitaletto | 2 – 1 | Centese |  |

| 31 gennaio 1988 19ª giornata | Virescit Bergamo | 5 – 2 | Ospitaletto |  |

| 7 febbraio 1988 20ª giornata | Ospitaletto | 0 – 1 | Vis Pesaro |  |

| 21 febbraio 1988 21ª giornata | Ancona | 3 – 0 | Ospitaletto |  |

| 28 febbraio 1988 22ª giornata | Ospitaletto | 1 – 1 | Lanerossi Vicenza |  |

| 6 marzo 1988 23ª giornata | Ospitaletto | 1 – 1 | Prato |  |

| 13 marzo 1988 24ª giornata | Pavia | 1 – 0 | Ospitaletto |  |

| 20 marzo 1988 25ª giornata | Ospitaletto | 0 – 1 | Reggiana |  |

| 2 aprile 1988 26ª giornata | Pro Livorno | 1 – 0 | Ospitaletto |  |

| 10 aprile 1988 27ª giornata | Ospitaletto | 1 – 3 | Trento |  |

| 17 aprile 1988 28ª giornata | Rimini | 1 – 0 | Ospitaletto |  |

| 24 aprile 1988 29ª giornata | Ospitaletto | 0 – 2 | SPAL |  |

| 8 maggio 1988 30ª giornata | Derthona | 1 – 0 | Ospitaletto |  |

| 15 maggio 1988 31ª giornata | Monza | 1 – 0 | Ospitaletto |  |

| 22 maggio 1988 32ª giornata | Ospitaletto | 1 – 2 | Fano |  |

| 29 maggio 1988 33ª giornata | Spezia | 1 – 1 | Ospitaletto |  |

| 5 giugno 1988 34ª giornata | Ospitaletto | 1 – 2 | Lucchese |  |